# Emilie Bieber
Emilie Bieber (Amburgo, 26 ottobre 1810 – Amburgo, 5 maggio 1884) è stata una fotografa tedesca, una delle prime professioniste in Germania.

## Biografia
Non molte notizie ci sono giunte intorno alla sua vita e assolutamente nessuna fino ai suoi 40 anni quando il 16 settembre 1852 aprì uno studio di dagherrotipia ad Amburgo. La concorrenza era abbastanza forte, anche a causa del fatto che fossero due donne a gestirlo. Le cronache riportano che, mentre stava per venderlo, fu grazie ad un "indovino" il quale "vide molte carrozze in attesa davanti al suo studio" e Bieber decise allora di non venderlo più.
Lo studio fu aperto con la socia Marie Auguste Adelgunde Lyra (1823-1909) che nel 1945 aveva sposato il pittore Gustav Adolf Koettgen (1805 - 1882) o Köttgen, a seconda della grafìa, e pare che mentre Adelgunde scattasse le foto, la Bieber fosse la manager dell'atelier. Peraltro Adelgunde era la sorella del musicista Justus Wilhelm Lyra.
Due anno dopo, nel 1854, però, la situazione mutò, in quanto Adelgunde ed il marito non ricettero più il permesso di soggiorno, allora necessario, a causa dell'adesione di Gustav alla Lega dei Comunisti, creata ad Amburgo da Karl Marx e da Friedrich Engels, che dovettero trasferirsi con la famiglia, composta oltre dai genitori anche da 5 figli a Düsseldorf.
Mostrò i suoi lavori in varie esposizioni, tra le quali: Londra, Parigi, Berlino, Amburgo, Vienna, Altona e la critica non poté fare a meno di notare la qualità delle opere esposte dalla Bieber. Alla mostra parigina, promossa ed organizzata dalla Société française de photographie, ad esempio, erano presenti solo tre donne su 84 espositori.
Bieber aveva acquisito non solo ulteriori nozioni tecniche di stampa, come quella all'albumina, che in quegli anni si stavano via via sperimentando sia per accorciare i tempi di posa ma anche per migliorare la qualità delle stampe, dinanzi ad una incessante richiesta, in primis la ritrattistica tramite le ormai celebri carte de visite che presentò all'esposizione fotografica internazionale di Berlino del 1865. In mostra paesaggi, architetture, modelli, fotografie di sculture e furono assegnati dei premi. Bieber risultò vincitrice per i ritratti.
Nel 1872, il principe Federico Carlo di Prussia nominò la Bieber sua fotografa di corte e pochi anni dopo, nel 1877, l'atelier aveva circa trenta dipendenti. Dallo studio della Bieber passarono fotografi che in seguito acquisirono una certa fama come Arnold Mocsigay, Max Jaffé, Johann Hamann.
Emilie Bieber lasciò la sua azienda al nipote Leonard Berlin (1841-1931) che vi entrò nel 1862 e che continuò a gestirla con successo dal 1884, dopo la morte di Emilie, il quale aprì anche una filiale a Berlino nel 1892, peraltro molto rinonomata. Il figlio di Leonard, Emil, che era già stato associato fin dal 1902, pose fine all'attività dei Bieber, decidendo di emigrare in Sudafrica nel 1938 per sfuggire alle persecuzioni nei confronti degli ebrei.

## Movimento delle donne di Amburgo
Emilie Bieber fu un'attivista nel Movimento delle donne di Amburgo. Dal 1849 fece parte sia dell'”Associazione femminile per l'aiuto ai poveri” che dell'”Associazione femminile per l'aiuto ai cattolici tedeschi”. Bieber fu menzionata più volte come donatrice sui giornali di Amburgo.
Nel dicembre 1867, a seguito di un uragano che causò delle vittime a Saint Thomas sostenne una raccolta di fondi tra le donne di Amburgo e di Altona. Nel febbraio 1875 donò le fotografie di Emilie Wüstenfeld alla fondazione omonima. Nel 1876 fece una donazione in denaro per l'organizzazione Sorelle della misericordia.

## Galleria d'immagini

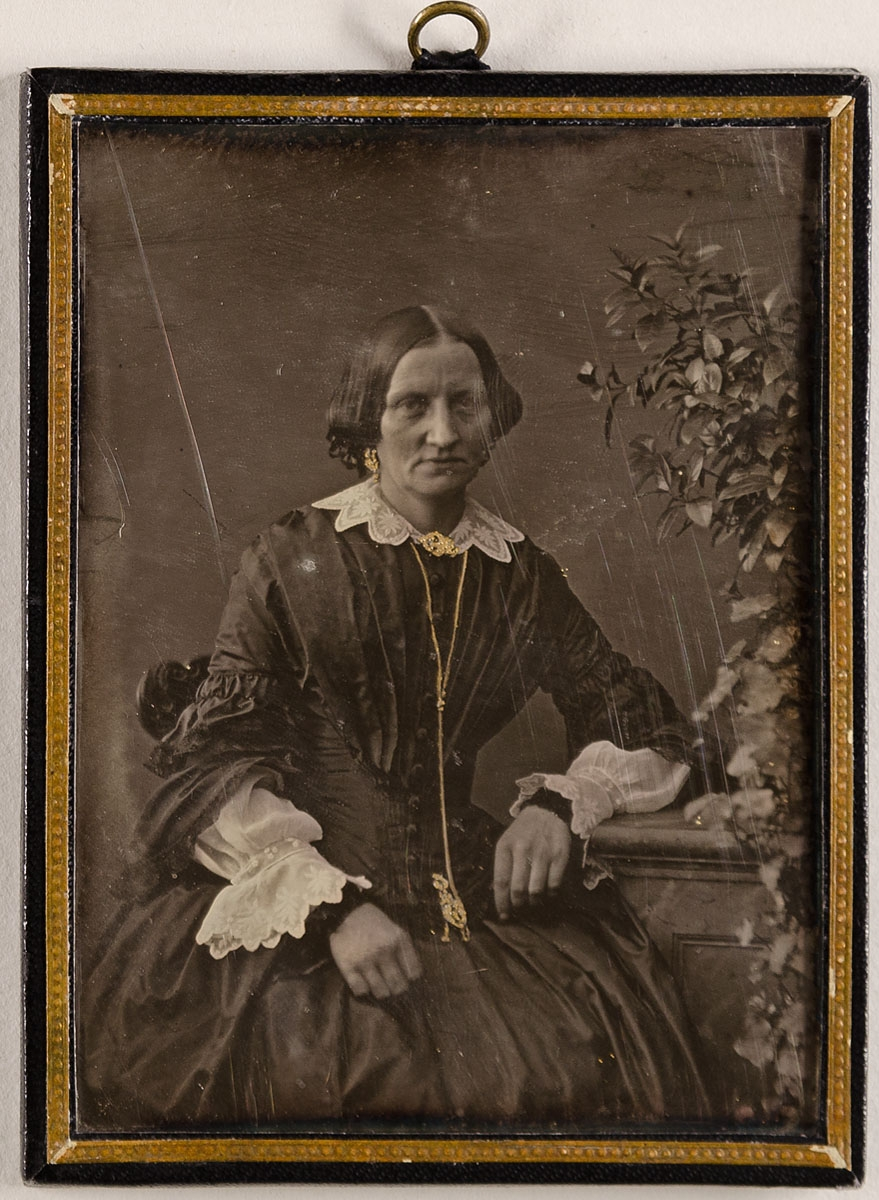
Donna sconosciuta, 1856
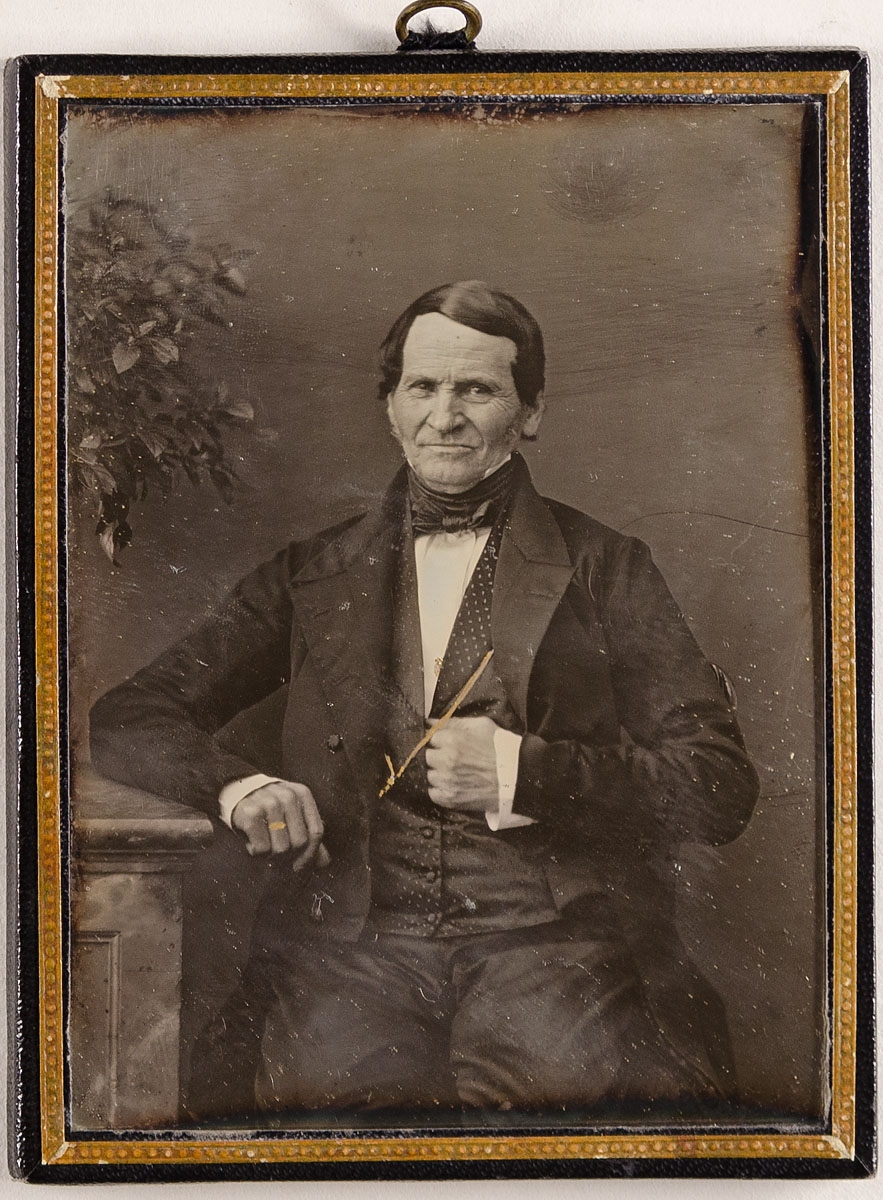
Uomo sconosciuto, 1856
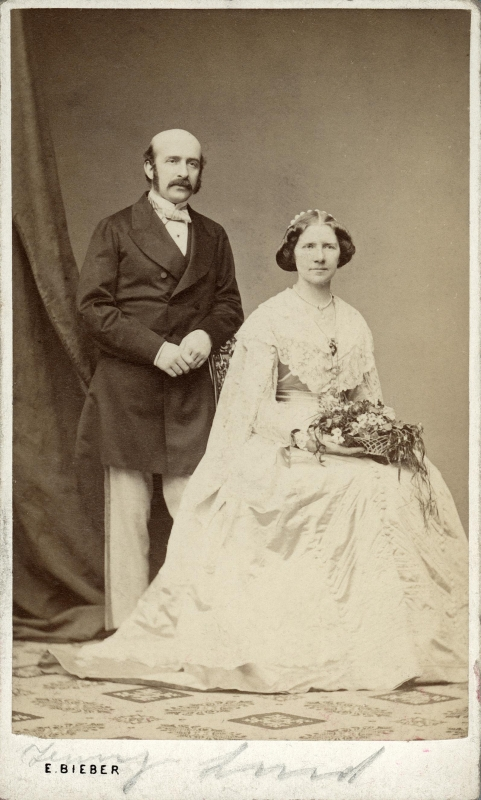
Il soprano Jenny Lind insieme al compositore Otto Goldschmidt, anni '60
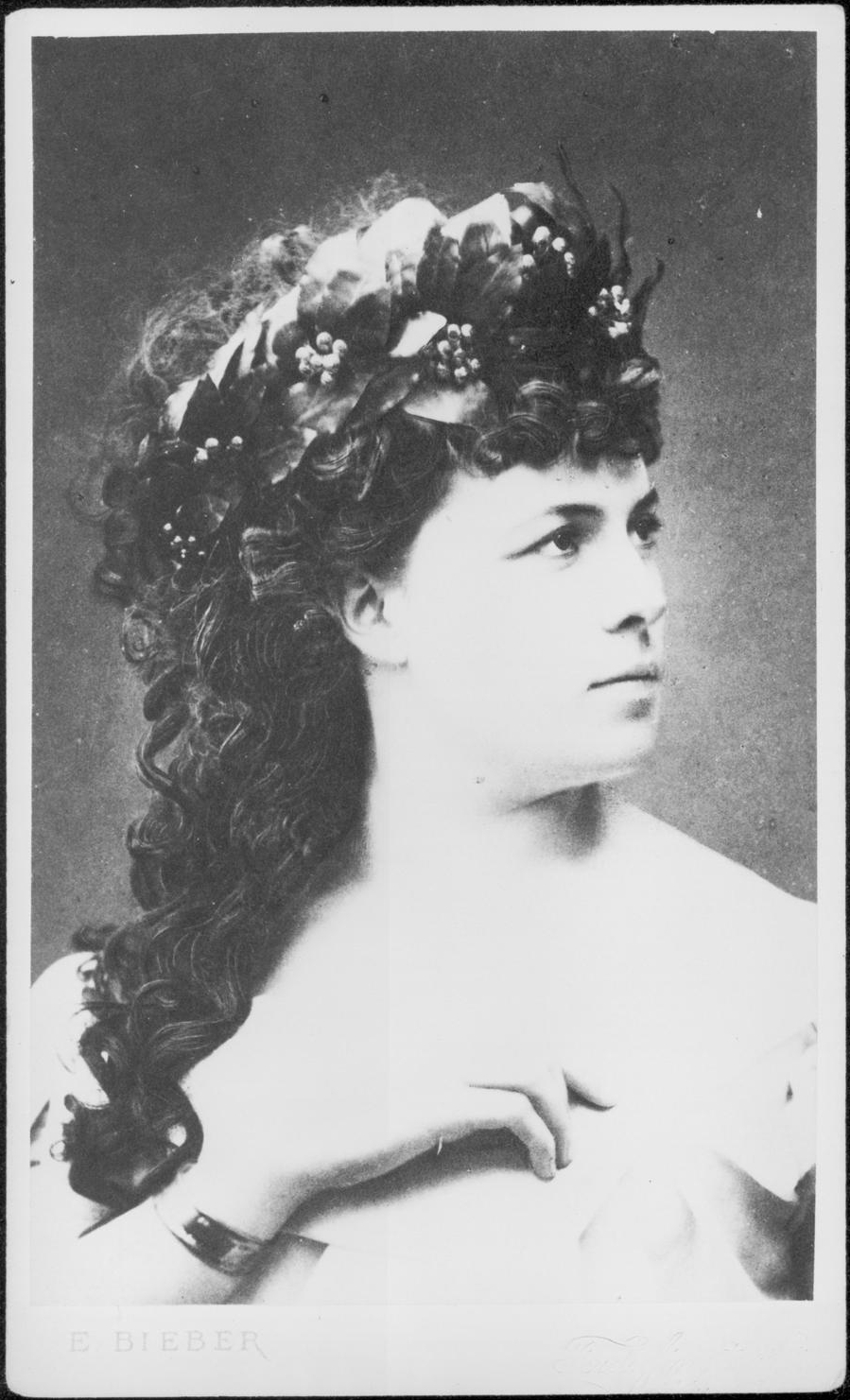
L'attrice di teatro Clara Ziegler nel ruolo di Igigenia, 1869
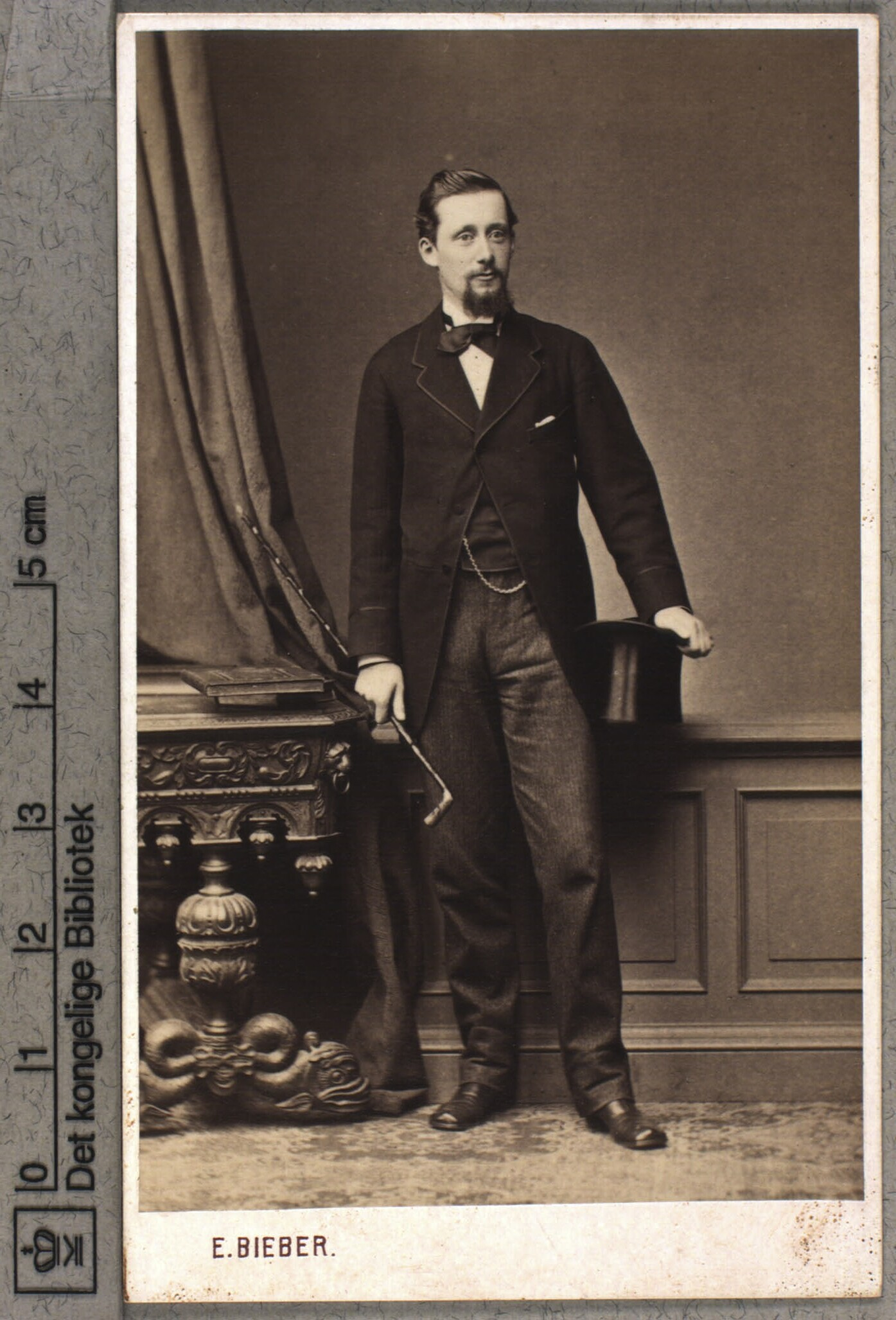
Lo scrittore danese Erik Pontoppidan, 1869
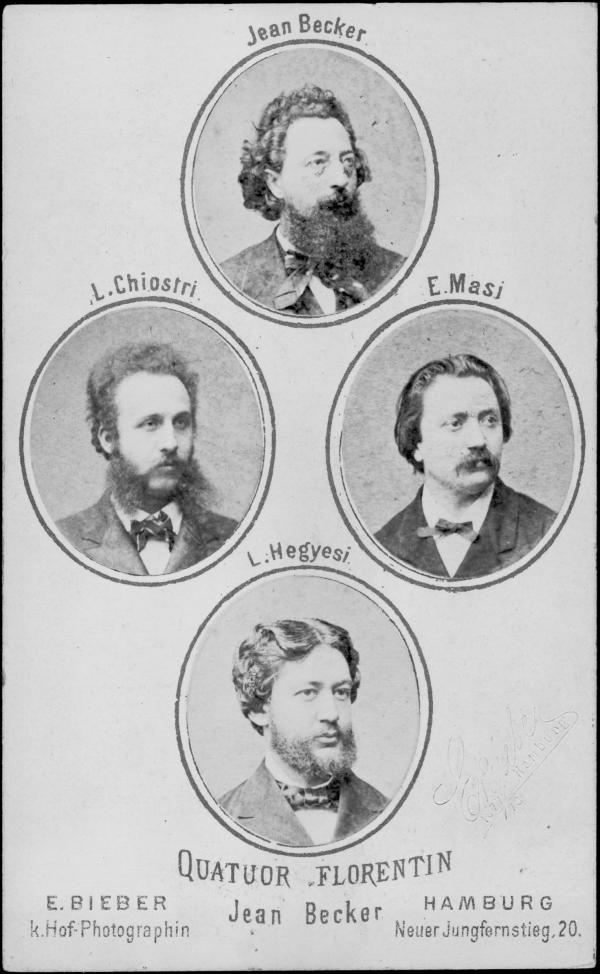
Quartetto fiorentino, 1875-80
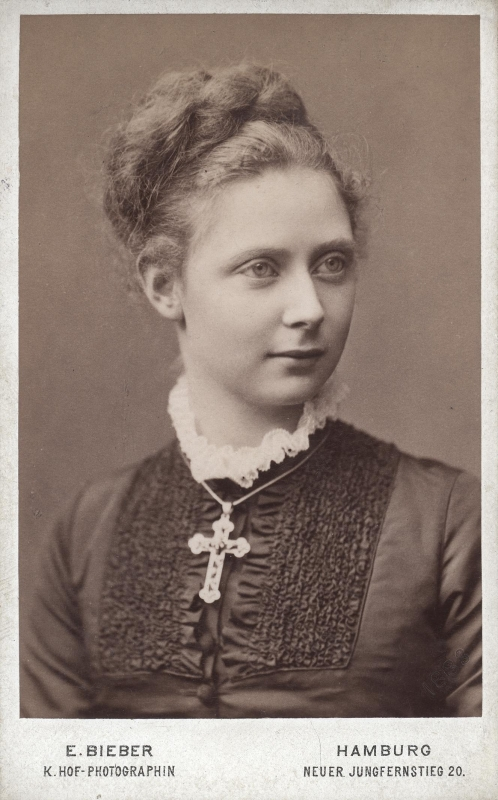
La principessa di Leiningen, Maria di Baden, 1883